# 加里波第城 (南大河州)
加里波第城（葡萄牙語：Garibaldi）是巴西南大河州的一个市镇。总面积167.7平方公里，总人口29709人，人口密度177.2人/平方公里。